# Eltel Networks
Eltel Networks – szwedzki dostawca usług dla infrastruktur sieciowych zajmujący się świadczeniem usług w dziedzinie projektowania, budowy, utrzymania i rozbudowy sieci energetycznych, telekomunikacyjnych oraz miejskich sieci komunalnych. Obszar działania spółki w sektorze sieci elektroenergetycznych oraz telekomunikacyjnych to kraje Europy Centralnej i Północnej.

## Historia
Eltel Networks wywodzi się od niezależnej spółki IVO Transmission Engineering, realizującej projekty inwestycyjne w sektorze sieci transmisyjnych i dystrybucyjnych, realizacji nadzoru operacyjnego, aplikacji telekomunikacyjnych, jak również projektów związanych z elektryfikacją kolei. W składzie spółki IVO Transmission Engineering było osiem zależnych spółek, spośród których najprężniej działały Transmast Oy, Transelectric AB w Szwecji oraz Linjenbygg w Norwegii. Firmy z branży telekomunikacyjnej i energetycznej, teleoperatorzy oraz spółki kolejowe były głównymi klientami spółki.
W sierpniu 2007 roku międzynarodowy fundusz typu venture capital 3i z siedzibą w Londynie, działający w 14 krajach został nowym właścicielem Eltel Networks.

## Działalność Eltel Networks w Polsce
- Dla polskiego sektora elektroenergetycznego Eltel Networks oferuje m.in.:
  - kompleksowe rozwiązania w zakresie opracowania dokumentacji projektowej, realizacji budowy, modernizacji, remontów oraz eksploatacji sieci elektroenergetycznych, jak również obiektów stacyjnych,
  - usługi z zakresu utrzymania i instalacji sieci telekomunikacyjnych w energetyce,
  - outsourcing działalności energetycznej,
  - sprzedaż urządzeń elektroenergetycznych oraz oleju transformatorowego,
  - produkcję konstrukcji stalowych

- W zakresie sektora telekomunikacyjnego Eltel Networks oferuje:
  - wyszukiwanie dogodnych pod inwestycję terenów-
  - opracowanie dokumentacji formalno-prawnej wraz z uzyskaniem pozwolenia na budowę
  - kompleksowe prace wykonawczo-montażowe
  - projekty instalacji wewnętrznych
  - kompleksowa budowa obiektów telekomunikacyjnych
  - budowa sieci światłowodowych
  - utrzymanie i konserwacja sieci

## Firmy Eltel Networks w Polsce
W Polsce pod marką Eltel Networks działają firmy:
- Eltel Networks Olsztyn SA, główna siedziba – Olsztyn
- Eltel Networks Rzeszów SA, główna siedziba – Widełka
- Eltel Networks Engineering SA, główna siedziba – Kraków
- Eltel Networks Toruń SA , główna siedziba – Toruń
- Eltel Networks Telecom Sp. z o.o., główna siedziba – Warszawa
- Eltel Networks SA, główna siedziba – Poznań